# Miradouro do Caminho Novo

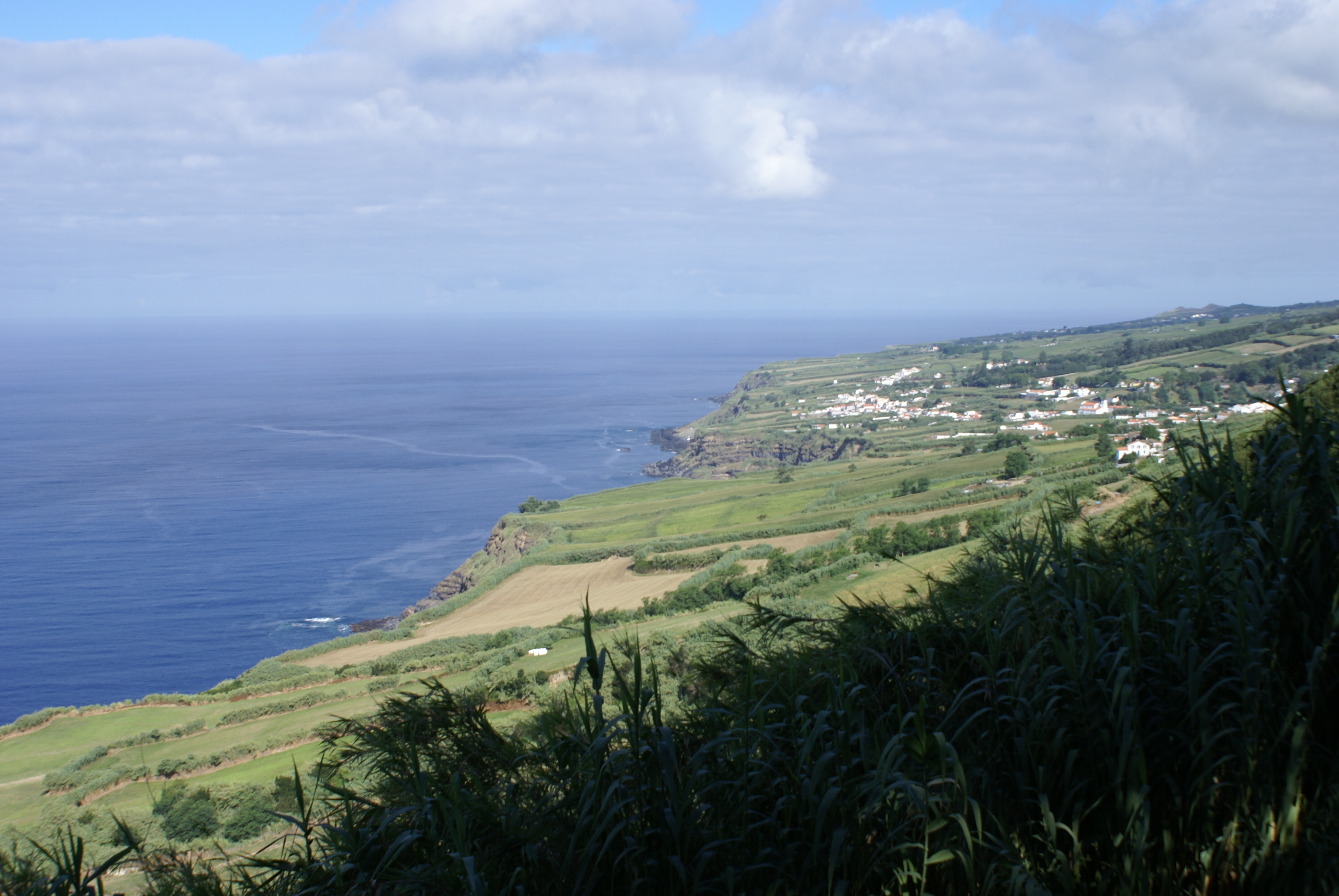
Miradouro do Caminho Novo.

O Miradouro do Caminho Novo é um mirante português localizado na freguesia da Relva, concelho de Ponta Delgada, na ilha açoriana de são Miguel.
Deste miradouro obtêm-se uma ampla vista sobre parte da costa Sul da ilha de São Miguel facto que terá levado ao seu uso para a vigia da baleia actualmente para efeitos de observação de baleias. 
É possível também avistar-se uma grande extensão de paisagem sempre verde aqui e ali salpicada por moradias.